# Pierre-François Verhulst

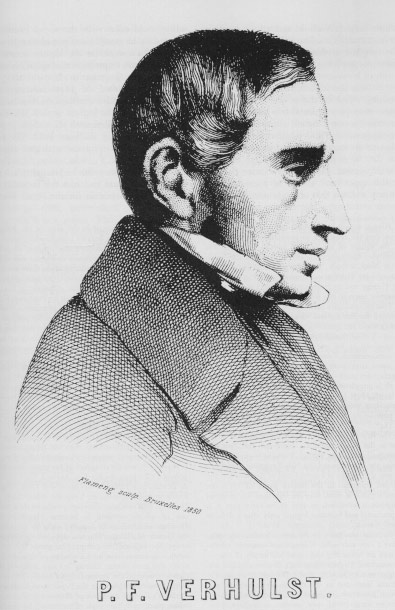
Pierre-François Verhulst

Pierre-François Verhulst [vəɾˈhʏlst] (* 28. Oktober 1804 in Brüssel; † 15. Februar 1849 ebenda) war ein belgischer Mathematiker. Er ist heute vor allem als Entdecker der logistischen Gleichung bekannt.

## Leben und Wirken
Verhulst begann zunächst in Brüssel klassische Philologie zu studieren, wandte sich dann aber dem Studium der Mathematik in Gent zu, wo er 1825 promovierte. Als Student erhielt er zwei Preise für seine Arbeiten zur Variationsrechnung. Später veröffentlichte er Artikel im Bereich der Zahlentheorie und der Physik.
1829 publizierte Verhulst, zusammen mit Quételet, eine französische Übersetzung von John Herschels Theory of Light. In dieser Zeit war Verhulst zeitweilig auch politisch engagiert. So versuchte er bei einem Aufenthalt in Rom 1830 den Papst davon zu überzeugen, dem Kirchenstaat eine Verfassung zu geben. Auch die belgische Revolution von 1830 und die niederländische Invasion von 1831 veranlassten ihn zu politischen Aktivitäten. 1835 wurde Verhulst an die im Vorjahr gegründete Université Libre de Bruxelles berufen und 1840 an die Königliche Militärschule.
Sein Interesse für Wahrscheinlichkeitstheorie war durch ein neues Lotteriespiel geweckt worden. Er begann sie jedoch, unterstützt von Adolphe Quételet, bald auch auf die Gebiete der politischen Ökonomie und der Bevölkerungsstatistik anzuwenden, die zu dieser Zeit durch die Arbeiten von Thomas Robert Malthus im Aufstieg begriffen waren.
Sein 1838 vorgestelltes mathematisches Modell des Bevölkerungswachstums basierte auf Auswertungen vorhandener Statistiken und ergänzte die Theorie des exponentiellen Wachstums (bzw. der geometrischen Folge) durch wachstumshemmende Terme. Er entwickelte es weiter und veröffentlichte es schließlich in einer Arbeit von 1845. Seit den 1970er Jahren findet es als ein wichtiges Beispiel der Chaostheorie wieder viel Aufmerksamkeit (siehe Logistische Gleichung).
Sein eigentliches Hauptwerk ist Traité des fonctions elliptiques (1841), für das er einstimmig in die Königliche Akademie von Belgien aufgenommen wurde. 1848 nahm er auch die Funktion des Präsidenten der Akademie wahr.

## Werke (Auswahl)
- Pierre-François Verhulst: Notice sur la loi que la population poursuit dans son accroissement. In: Corresp. Math. Phys. Band 10, 1838, S. 113–121 (google.com).
- Pierre-François Verhulst: Traité élémentaire des fonctions elliptiques. Hayez, Brüssel 1841 (google.com).
- Pierre-François Verhulst: Recherches mathématiques sur la loi d'accroissement de la population. In: Mémoires de l'Académie Royale des Sciences et Belles Lettres de Bruxelles. Band 18. Brüssel 1845, S. 1–42 (uni-goettingen.de).
- Pierre-François Verhulst: Deuxième mémoire sur la loi d'accroissement de la population. In: Mémoires de l'Académie Royale des Sciences, des Lettres et des Beaux-Arts de Belgique. Band 20, 1847, S. 1–32 (uni-goettingen.de).